# Bajarni
Bajarni is een plaats in het district Doda van het Indiase unieterritorium Jammu en Kasjmir.

## Demografie
Volgens de volkstelling uit 2011 heeft de plaats een populatie van 7.981, waarvan 4.119 mannen en 3.862 vrouwen. Onder hen waren 1.458 kinderen met een leeftijd tussen de 0 en 6 jaar. De plaats had in 2011 een alfabetiseringsgraad van 60,52%. Onder mannen was dit 74,54% en onder vrouwen 45,71%.